# Aromobates meridensis
Espèce
Synonymes
- Colostethus meridensis Dole & Durant, 1973
- Nephelobates meridensis (Dole & Durant, 1973)

Statut de conservation UICN

 CR B2ab(iii) : 
En danger critique
Aromobates meridensis est une espèce d'amphibiens de la famille des Aromobatidae.

## Répartition
Cette espèce est endémique de l'État de Mérida au Venezuela. Elle se rencontre entre 1 880 et 2 400 m d'altitude dans la cordillère de Mérida.

## Étymologie
Son nom d'espèce, composé de merid[a] et du suffixe latin -ensis, « qui vit dans, qui habite », lui a été donné en référence au lieu de sa découverte.

## Publication originale
- Dole & Durant, 1973 "1972" : A new species of Colostethus (Amphibia: Salientia) from the Merida Andes, Venezuela. Caribbean Journal of Science, vol. 12, no 3/4, p. 191-193.